# Rupture (film, 1989)
Pour les articles homonymes, voir Rupture.
Pour plus de détails, voir Fiche technique et Distribution.
Rupture est un film français réalisé par Raymonde Carasco et sorti en 1989.

## Fiche technique
- Titre : Rupture
- Réalisation : Raymonde Carasco
- Scénario et dialogues : Raymonde Carasco
- Décors : Raymond Sarti
- Costumes : Claire Hoarau
- Photographie : Sophie Maintigneux
- Montage : Aurélie Ricard
- Son : Philippe Lecœur
- Mixage : Paul Bertault
- Musique : Alain Jomy
- Production : La Sept - ACS
- Pays de production :  France
- Durée : 85 minutes
- Date de sortie : France - 1er novembre 1989[1]

## Distribution
- Bulle Ogier
- Mireille Perrier
- Pascal Greggory
- Isabelle Linnartz
- Bertrand Bonvoisin

## Sélections
- Festival international du film d'Amiens 1989
- Festival international de films de femmes de Créteil 1990